# کورووژنه
کورووژنه (به چکی: Koroužné) یک منطقهٔ مسکونی در جمهوری چک است که در ناحیه ژدار ناد سازاووو واقع شده‌است. کورووژنه ۶٫۲۶ کیلومتر مربع مساحت و ۲۵۷ نفر جمعیت دارد و ۳۶۰ متر بالاتر از سطح دریا واقع شده‌است.